# Canton de Lot et Truyère
Le canton de Lot et Truyère est une circonscription électorale française du département de l'Aveyron, créée par le décret du 21 février 2014 et entrée en vigueur lors des élections départementales de 2015.

## Histoire
Un nouveau découpage territorial de l'Aveyron entre en vigueur en mars 2015, défini par le décret du 21 février 2014, en application des lois du 17 mai 2013 (loi organique 2013-402 et loi 2013-403). Les conseillers départementaux sont, à compter de ces élections, élus au scrutin majoritaire binominal mixte. Les électeurs de chaque canton élisent au Conseil départemental, nouvelle appellation du Conseil général, deux membres de sexe différent, qui se présentent en binôme de candidats. Les conseillers départementaux sont élus pour 6 ans au scrutin binominal majoritaire à deux tours, l'accès au second tour nécessitant 12,5 % des inscrits au 1er tour. En outre la totalité des conseillers départementaux est renouvelée. Ce nouveau mode de scrutin nécessite un redécoupage des cantons dont le nombre est divisé par deux avec arrondi à l'unité impaire supérieure. En Aveyron, le nombre de cantons passe ainsi de 46 à 23. Le canton de Lot et Truyère fait partie des 21 nouveaux cantons du département, deux cantons conservant leur dénomination (Saint-Affrique et Villefranche-de-Rouergue).

## Représentation
| Période élective | Période élective | Mandat         | Mandat       | Identité            | Nuance | Nuance | Qualité |
| ---------------- | ---------------- | -------------- | ------------ | ------------------- | ------ | ------ | --- |
| 2015             | 2021             | 2015           | 2019 (décès) | Simone Anglade      |        | LR     | Retraitée Ancienne conseillère générale du Canton d'Espalion (1988 → 2015) Ancienne maire de Castelnau-de-Mandailles (1977 → 1995)                |
| 2015             | 2021             | 2015           | 2021         | Jean-Claude Anglars |        | LR     | Chargé de mission Ancien conseiller général du Canton d'Estaing (2004 → 2015) Maire de Sébrazac (1995 → 2020) Sénateur de l'Aveyron (depuis 2020) |
| 2015             | 2021             | septembre 2019 | 2021         | Francine Lafon      |        | LR     | Agricultrice - Maire de Saint-Hippolyte |
| 2021             | 2028             | 2021           | en cours     | Jean-Claude Anglars |        | LR     | Conseiller sortant |
| 2021             | 2028             | 2021           | en cours     | Francine Lafon      |        | LR     | Conseillère sortante |

### Résultats détaillés

#### Élections de mars 2015
Lors des élections départementales de 2015, le binôme composé de Simone Anglade et Jean-Claude Anglars (UMP) est élu au premier tour avec 64,03% des suffrages exprimés, devant le binôme composé de Jacques Serieys et Christine Vernerey (Union de la Gauche) (19,51%). Le taux de participation est de 61,29 % (5 139 votants sur 8 385 inscrits) contre 59,71 % au niveau départemental et 50,17 % au niveau national.

#### Élections de juin 2021
Le premier tour des élections départementales de 2021 est marqué par un très faible taux de participation (33,26 % au niveau national). Dans le canton de Lot et Truyère, ce taux de participation est de 50,51 % (4 225 votants sur 8 364 inscrits) contre 43,28 % au niveau départemental. À l'issue de ce premier tour,  le binôme constitué de Jean-Claude Anglars et Francine Lafon (Union à droite, 54,95 %), est élu avec 54,95 % des suffrages exprimés.

## Composition
Le nouveau canton de Lot et Truyère est composé de quatorze communes entières.
| Nom                              | Code Insee | Intercommunalité         | Superficie (km2) | Population (dernière pop. légale) | Densité (hab./km2) | Modifier                                    |
| -------------------------------- | ---------- | ------------------------ | ---------------- | --------------------------------- | ------------------ | ------------------------------------------- |
| Espalion (bureau centralisateur) | 12096      | CC Comtal Lot et Truyère | 36,60            | 4 607 (2022)                      | 126                | modifier les données · modifier les données |
| Bessuéjouls                      | 12027      | CC Comtal Lot et Truyère | 11,29            | 223 (2022)                        | 20                 | modifier les données · modifier les données |
| Campuac                          | 12049      | CC Comtal Lot et Truyère | 19,19            | 452 (2022)                        | 24                 | modifier les données · modifier les données |
| Le Cayrol                        | 12064      | CC Comtal Lot et Truyère | 22,16            | 253 (2022)                        | 11                 | modifier les données · modifier les données |
| Coubisou                         | 12079      | CC Comtal Lot et Truyère | 30,95            | 475 (2022)                        | 15                 | modifier les données · modifier les données |
| Entraygues-sur-Truyère           | 12094      | CC Comtal Lot et Truyère | 30,15            | 970 (2022)                        | 32                 | modifier les données · modifier les données |
| Espeyrac                         | 12097      | CC Comtal Lot et Truyère | 22,28            | 248 (2022)                        | 11                 | modifier les données · modifier les données |
| Estaing                          | 12098      | CC Comtal Lot et Truyère | 16,96            | 507 (2022)                        | 30                 | modifier les données · modifier les données |
| Le Fel                           | 12093      | CC Comtal Lot et Truyère | 24,89            | 192 (2022)                        | 7,7                | modifier les données · modifier les données |
| Golinhac                         | 12110      | CC Comtal Lot et Truyère | 32,41            | 370 (2022)                        | 11                 | modifier les données · modifier les données |
| Le Nayrac                        | 12172      | CC Comtal Lot et Truyère | 36,57            | 546 (2022)                        | 15                 | modifier les données · modifier les données |
| Saint-Hippolyte                  | 12226      | CC Comtal Lot et Truyère | 36,87            | 426 (2022)                        | 12                 | modifier les données · modifier les données |
| Sébrazac                         | 12265      | CC Comtal Lot et Truyère | 25,04            | 533 (2022)                        | 21                 | modifier les données · modifier les données |
| Villecomtal                      | 12298      | CC Comtal Lot et Truyère | 14,05            | 426 (2022)                        | 30                 | modifier les données · modifier les données |
| Canton de Lot et Truyère         | 1210       |                          | 359,41           | 10 228 (2022)                     | 28                 | modifier les données                        |

## Démographie
En 2022, le canton comptait 10 228 habitants, en évolution de +1,76 % par rapport à 2016 (Aveyron : +0,37 %, France hors Mayotte : +2,11 %).
| 2013   | 2018   | 2022   |
| ------ | ------ | ------ |
| 10 099 | 10 064 | 10 228 |